# Dombra
El dombra es un instrumento musical de cuerda de mástil largo y cuerpo de forma oblonga interpretado por kazajos, hazaras, kirguises, uzbekos, tayikos, nogayos, baskires y tártaros en su tradicional música folclórica. El dombura comparte ciertas características con los instrumentos komuz y dutar. Es un instrumento popular sobre todo entre las comunidades túrquicas de las naciones del Asia central.

## Variedades
El instrumento difiere ligeramente en las distintas regiones donde se ejecute. La domby(i)ra kazaja tiene trastes y se toca rasgueando con la mano o punteando cada cuerda individualmente. Las dombras modernas suelen fabricarse con cuerdas de nylon, tradicionalmente eran hechas de nervio animal. Uno de los más grandes intérpretes del dombra fue el músico y compositor folclórico kazajo Kurmangazy Sagyrbayuly, quien ejerció una gran influencia en el desarrollo de la cultura musical kazaja, incluida la música para la dombra, su composición musical «Adai» es popular en Kazajistán y en el extranjero. Igualmente se singulariza el nombre del instrumento, dependiendo del lugar en el que se pronuncie, dambura o danbura afgana, tayika y uzbeka.

## Composición
De encordado frontal con dos cuerdas. Posee catorce trastes en su diapasón. La caja de resonancia está tallada en un bloque de madera de morera, de forma peral.
La interpretación solista (kuy) del dombra kazajo fue designada como Patrimonio Cultural Inmaterial de la Humanidad por la Unesco el 26 de noviembre de 2014.